# (730) Атанасия
(730) Атанасия (лат. Athanasia) — астероид главного пояса, открытый 10 апреля 1912 года австрийским астрономом И. Пализой в Венской обсерватории и названый греческим словом греч. Αθανασία, означающим бессмертие.